# Suğra Bağırzadə
Suğra Bağırzadə (ur. 10 lutego 1947 w Baku) – azerska aktorka i malarka, uhonorowana odznaką Zasłużonej Artystki Azerbejdżanu. Laureatka prestiżowych nagród, m.in. odebrała Medal Postępu z rąk Prezydenta Azerbejdżanu. W jej wykonaniu piosenka Dżudżalarim weszła w skład albumu „Najlepsze głosy dziecięce świata” (ros. Лучшие детские голоса мира) oraz została wykorzystana w 6. odcinku kreskówki "Wilk i Zając".

## Role filmowe
- 1963 – Yollar və küçələrlə (Drogi i ulice);
- 1964 – Ulduz[4] jako Yetər;
- 1975 – Alma almaya bənzər jako telefonistka;
- 1977 – Şir evdən getdi jako pracowniczka portu lotniczego;
- 2013 – Həyat sən nə qəribəsən (serial telewizyjny);
- 2020 – Şərəf məktubu (krótkometrażowy).